# Bugs Henderson
Bugs Henderson (20. října 1943 Palm Springs, Kalifornie, USA – 8. března 2012 Jefferson, Texas, USA) byl americký bluesový kytarista. Narodil se v Kalifornii, ale později se přestěhoval do Texasu, kde prožil většinu svého života. Svou první skupinu založil ve svých šestnácti letech. Dělal předskokana na koncertech hudebníků jako jsou B. B. King, Eric Clapton nebo Ted Nugent.